# Луций Фурий Медулин (трибун 432 пр.н.е.)
Вижте пояснителната страница за други личности с името Луций Фурий Медулин.
Луций Фурий Медулин (на латински: Lucius Furius Medullinus) е политик на ранната Римска република.
Той произлиза от патрицианската фамилия Фурии, клон Медулин. През 432 пр.н.е. той е консулски военен трибун с още двама колеги Спурий Постумий Алб Региленсис и Луций Пинарий Мамерцин. През 425 пр.н.е. той е отново военен трибун с още трима колеги Авъл Семпроний Атрацин, Луций Квинкций Цинцинат и Луций Хораций Барбат и през 420 пр.н.е. с трима колеги Луций Квинкций Цинцинат, Марк Манлий Вулзон и Авъл Семпроний Атрацин.